# Якшурка (приток Казанки)
Якшурка — река в России, протекает по Кизнерскому району Удмуртии. Устье реки находится в 20 км по левому берегу реки Казанки. Длина реки составляет 13 км. Высота устья — 74,0 м над уровнем моря.
Исток реки в лесу западнее деревни Русская Коса в 30 км к северо-западу от Кизнера. Река течёт на юго-запад по ненаселённому лесу, впадает в Казанку севернее деревни Безменшур.

## Данные водного реестра
По данным государственного водного реестра России относится к Камскому бассейновому округу, водохозяйственный участок реки — Вятка от водомерного поста посёлка городского типа Аркуль до города Вятские Поляны, речной подбассейн реки — Вятка. Речной бассейн реки — Кама.
Код объекта в государственном водном реестре — 10010300512111100040371.